# Iveco EuroStar
Der Iveco Eurostar war ein Fernverkehr-Lkw von Iveco, der ab 1993 angeboten wurde. Mit dem EuroStar hatte Iveco seine Angebotspalette mit dem  bereits 1991 vorgestellten Iveco Eurocargo, dem Iveco EuroTech (1992) und dem neuen Iveco EuroTrakker innerhalb weniger Jahre komplett modernisiert.
Als Motoren kamen 6-Zylinder-Motoren mit 9.495 cm³ und 275 kW Leistung, sowie 13.798 cm³ und 309 kW, der auch beim Iveco EuroTech montiert wurde zum Einsatz. Darüber rangierte ein 8-Zylinder-Motor mit 520 PS bei 1800/min.
1995 füllte Iveco die Lücke zwischen dem mittleren und dem Spitzenmotor mit dem 13.798 cm³ 6-Zylinder-Motor mit einer Ausführung mit 345 kW bei 1800/min.
Als Getriebe kam entweder eines von ZF mit 16 Gängen + 2 Rückwärtsgängen oder das Twin Splitter der Eaton Corporation mit 12+2 Gängen zum Einsatz.
Ab 1995 mit Erscheinen des 345 kW-Motors bot Iveco das  Automatikgetriebe namens „EuroTronic“ aus einer Zusammenarbeit zwischen Iveco und ZF Friedrichshafen an.
1998 startete Iveco die Cursor-Motoren, die Euro 2 und später Euro 3 erfüllten. Zunächst gab es den Cursor-10-Motor (10.300 cm³) mit 294 und mit 316 kW.
1999 folgte der Cursor 13 mit 338 kW (Euro 2) und 353 kW (Euro 3), die aber erst beim Nachfolger Stralis populär wurden.
Angeboten wurde der EuroStar mit Langstrecken-Kabinen, die so breit wie die zulässigen Höchstgrenzen waren. Neben der Standardkabine mit Bett und niedrigem Dach gab es eine tiefere Kabine mit niedrigem Dach und eine tiefe Kabine mit Hochdach.
Insbesondere die beim EuroStar für jeden Motor erhältlichen Automatikgetriebe machten ihn bei den Fahrern sehr beliebt und zum Pionier in der Branche. Jedoch war die teilweise mangelnde Zuverlässigkeit des Vorgängermodells Turbostar ein Grund, warum der EuroStar nicht so erfolgreich wie sein Nachfolger Stralis war.